# Хоровский, Юрий Алексеевич
Юрий Алексеевич Хоровский (род. 14 ноября 1946, Чадыр-Лунга, Молдавская ССР) — российский скульптор, художник-график, живописец.

## Биография
Родился 14 ноября 1946 года в южном молдавском городке Чадыр-Лунга (ныне Гагаузская автономия в составе Молдавии) в еврейской семье; его дед Шая Иосифович Хоровский (1891—1960) переехал с родителями в Бессарабию из Царства Польского в конце XIX века. Отец был управляющим местным банком, мать — бухгалтером. Родители развелись в 1952 году, отец уехал в Москву, мать с сыном в Кишинёв.
Окончил Республиканское художественное училище им. И. Репина. Учился в студии Лазаря Дубиновского. С 1965 года участвует в республиканских, общесоюзных и зарубежных выставках. С 1980 года — член Союза художников СССР.
Работает в области скульптуры, живописи, графики. C 1988 живёт и работает в Москве. Публикует рассказы в различных периодических изданиях России и русского зарубежья.
В 2012 году создал совместно с Юрием Шабельниковым памятник для могилы актрисы Людмилы Гурченко. Участвовал в артпроектах «Мавзолей: ритуальная модель», «Артконституция»

## Работы художника находятся в собраниях
- Государственная Третьяковская галерея, Москва;
- Республиканский художественный музей, Кишинёв;
- ЦСИ «М’АРС», Москва;
- Галерея «Московская палитра», Москва;
- Галерея «На-не», Будапешт, Венгрия;
- Галерея М. Гельмана, Москва;
- частные коллекции СНГ, России, стран Западной Европы и США.

## Персональные выставки
- 2017 — «Красное и чёрное — цвет времени». Балашихинская картинная галерея, Балашиха.
- 2006 — «Двойка по рисованию». ЦСИ М’АРС, Москва.
- 1997 — «Проводы политической зимы», акция. Галерея М. Гельмана, Москва.
- 1996 — «Деструктурализация семейного альбома». Галерея «Дар», Москва.
- 1996 — «Семь вокзалов», (в рамках фото-биеннале). Галерея М. Гельмана, Москва.
- 1996 — «Русские прошли» (в рамках фестиваля «Москва-Берлин»). Галерея Дар, Москва.
- 1995 — «Психиатрический архив». Галерея М. Гельмана, Москва.
- 1994 — «Навязчивый мотив». Галерея «Дар», Москва.
- 1994 — «Евреи». галерея М. Гельмана, Москва.
- 1992 — Персональная выставка. Галерея М. Гельмана, Москва.
- 1991 — Персональная выставка. Галерея М. Гельмана, Москва.
- 1990 — Персональная выставка. Дом «100», Москва.
- 1990 — Персональная выставка. Галерея «Юнион», Москва.
- 1990 — Персональная выставка. Галерея «Имекс», АРТ-МИФ, Москва.
- 1989 — Персональная выставка. Скульптура. Кишинёв.
- 1989 — Персональная выставка. Живопись, скульптура, графика. Кишинёв.
- 1988 — Персональная выставка. Кишинёв.
- 1977 — Персональная выставка. Скульптура.